# Ducado de Sabiote
El Ducado de Sabiote es un título nobiliario español creado por el rey Felipe IV el 10 de octubre de 1626 a favor de Diego Sarmiento de los Cobos y Luna, III Marqués de Camarasa, II conde de Ricla. 
Su nombre se refiere al municipio andaluz de Sabiote, en la provincia de Jaén.

## Titular del ducado
Diego Sarmiento de los Cobos y Luna (m. Madrid, 17 de diciembre de 1645), también llamado Diego de los Cobos Guzmán y Luna, I duque de Sabiote y IV señor de esta villa de 1612 hasta su defunción en 1645, III marqués de Camarasa, y II conde de Ricla. era hijo de Francisco Manuel de los Cobos Sarmiento y Luna, II marqués de Camarasa, I conde de Ricla, y de su esposa Ana Felisa de Guzmán, hija de Pedro de Guzmán y Zúñiga I conde de Olivares.
El título ducal se lo otorgó el rey Felipe IV a título personal y no fue heredado por sus sucesores que siguieron ostentando el señorío de Sabiote.  Se casó con Ana Fernández de Córdoba y Centurión (m. 1620), hija de Juan Bautista Centurión, II marqués de Estepa, y de María Fernández de Córdoba, hermana del I marqués de Armunia. Sucedió en sus estados su sobrino, quien fue el IV marqués de Camarasa, XI conde de Ribadavía, VIII conde de Castrogeriz, II conde de Villazopeque y III conde de Ricla.